# Berndt Johan Hastfer
Berndt Johan Hastfer, född 3 maj 1737 i Tövsala, död 1809 i Ryssland, var en svensk friherre och militär.
Hastfer var son till Johan Hastfer och Margareta Elisabeth Stackelberg. Han blev fänrik vid Jämtlands regemente 1753 och befordrad till löjtnant 1754. Under några år var han kapten i fransk tjänst vid Royal Deux Ponts. 1760 placerades han vid Björneborgs regemente i Finland som löjtnant och senare kapten. Tjänstgjorde en tid som major vid Jämtlands regemente och 1774 blev han överstelöjtnant vid Åbo läns regemente. 
Hastfer var en respekterad militär, men hamnade i ekonomiska svårigheter och flydde riket 1775 för att undvika bysättning. Gustav III räddade honom från konkurs genom utnämning till överste för Åbo läns regemente 1777 och chef för Savolaksbrigaden 1781. Hastfer visade sin tacksamhet vid 1786 års riksdag, där han var en av ledarna för den rojalistiska minoriteten på riddarhuset och genom att ställa sig till kungens disposition vid dennes planer till brytning med Ryssland 1788. 
Hastfer mottog av kungen hemliga order att arrangera något tumult på gränsen och med förevändning därav bryta in i ryska Karelen, när väl tiden var kommen. Natten till 28 juni inföll några ryska kosacker och härjade på svenskt område, och med anledning härav ryckte Hastfer i början av juli över gränsen, besatte staden Nyslott och belägrade fästningen. Det är inget tvivel om, att de föregivna kosackerna var utklädda svenskar. 
Nyslotts fästning lyckades emellertid hålla sig på grund av att de svenska trupperna helt saknade artilleri, och belägringen drog ut på tiden. Under tiden utbröt Anjalaupproret. Anjalamännen bearbetade Hastfers officerare och lyckades snart framkalla en allmän modlöshet. Hastfer själv mottog anonyma brev, vari han uppmanades till reträtt under hot om att annars vid kommande riksdag ställas till ansvar. Hastfer blev ängslig och trodde kungens sak vara förlorad. Trots sina löften till kungen utrymde han sina fördelaktiga ställningar, upphävde 21 augusti belägringen av Nyslott och drog sina trupper tillbaka. Därmed hade han ohjälpligt brutit med kungen utan att vinna "patrioternas" förtroende. Han kände att situationen var ohållbar och fruktade att bli förråd av alla parter. 
Då beslöt han att möta Göran Magnus Sprengtporten 20 september utanför ryska lägret nära Pumala. Av denne erhöll han löfte om en summa pengar samt om blivande anställning i rysk tjänst. I utbyte åtog han sig att verka för ett sammankallande av en finsk riksdag och att med sina trupper stödja planen att separera Finland från Sverige. Då emellertid ställningen hastigt försämrades för alla upprorsplaner och de väntade belöningarna från Ryssland dröjde, blev Hastfer orolig. Hans egna officerare började misstänka hans förräderi och 18 november avbröt Hastfer alla förbindelser med Sprengtporten och sökte återvinna kungens gunst, men det var för sent. 
I januari 1789 blev Hastfer häktad och förd till Sverige. Han dömdes 1790 till döden som förrädare, benådades av kungen till livet och erhöll tillåtelse att vistas inom landet under bevakning av sin släkt. Följande år fick han emellertid lämna fosterlandet; han begav sig till England, därefter till Hamburg och slutligen till Ryssland, där han utnämndes till brigadgeneral.
Hastfer blev 1767 riddare och 1786 kommendör av Svärdsorden.